# Милет
Милет (на турски: Milet, на гръцки Μίλητος) е древногръцки град на западния бряг на Мала Азия или Анадола (днешна Турция), близо до устието на река Меандър в Кария. Градът е населен от бронзовата епоха до около XIV век.

## География
Сред всички йонийски полиси Херодот изтъква особено Милет, като го нарича „украшение на Йония“. Землището на града е сравнително неголямо, разположено на полуостров. Естествената му граница от север е голям залив, в чиято западна част било устието на пълноводния Меандър, главната река на Кария. Самият Милет имал четири пристанища, а допълнителна защита осигурявал разположеният отсреща в морето остров Ладе. Освен Милет на същия залив били разположени и древните градове Приен и Миус (Миунт). Днес този залив, както и остров Ладе не съществуват, тъй като с течение на времето реката го запълва с наноси. Павзаний свидетелства, че миунтийците се преместили в Милет, отнасяйки всичко възможно, както и статуите на своите богове. По негово време в Миунт не било останало нищо, с изключение на храма на Дионис, съграден от мрамор
На запад Милет граничил с Егейско море, на изток полуостровът граничи с планинските хребети на Карийските планини, а с материка бил свързан с тесен провлак, водещ на югоизток към Кария. От планините се стичали потоци, напояващи полетата и пасбищата, имало и много извори. Развити били лозарството, градинарство и земеделието. Бил широко разпространен култът към изворите и нимфите.
Към землището на Милет спадала и долината по долното течение на Меандър на северния бряг на залива, макар и част от нея – споделена с гражданите на Миунт. Други относително големи селища са Лименей, Лерос, Техиус, пристанището Панорм и др. Недалеч от Милет са разположени светилището на Аполон Дидимски в Дидима и светилището на Посейдон Хеликонийски на нос Микале – Панйонион.

## История
Първите следи от селище датират от втората половина на 4-то хилядолетие пр.н.е.:с. 42. В Милет са намерени фрагменти от фрески в минойски стил и текстове на Линеар A:с. 66, а намерените парчета керамика в Милет и Хиос са отнесени към XIV век пр.н.е.:с. 46. Според митологията, градът е основан от Милет (Μίλητος), син на Аполон, пристигнал тук от Крит. Гръцкото название Милет е близко до хетското Милаванда. Известни са около 50 хетски названия, окончаващи на „-ванда“. В микенски текстове, намерени в Пилос, се споменават жени от Милет (mi-ra-ti-ja) .
В Илиада Омир споменава град Милет, населен с карийци, като съюзник на троянците. Херодот свидетелства, че градът е построен от карийците, но след това завоюван от йонийците. И според старогръцките легенди, Милет е заселен повторно през X век пр.н.е. от йонийци, пристигнали тук от Атика под предводителството на Нелей, сина на митичния цар Кодър
Археологическите данни позволяват да се предположи, че Милет е заселен от гърците в процеса на първоначалната йонийска колонизация (около 1050 – 1000 г. пр.н.е.). Към същия период се отнасят находките на керамика от протогеометрическия стил, макар и да се срещат рядко:с. 77. Примерно по същото време са основани 11 други ионийски градове, както и 12 полиси в Еолия.
За организацията на града в ранните години на гръцките тъмни векове се знае малко, различни автори споменават имената на царе, потомци на Нелей. Историческите спомени започват от архаичния период, когато градът е управляван от олигархия. Милет става град-майка на множество колонии и център на търговията и се утвърждава като пример за разкош.
По времето, в което е свободен, Милет просперира и се разраства. Дори по време на ранните десетилетия в допир с развиващата се имперска сила Лидия в съседство, градът е достатъчно силен, за да парира продължителната лидийска агресия, която започва в началото на първата половина на VII век пр. Хр. и се задържа с прекъсвания до края му. Когато тази атака се засилва, военната криза дава възможност на Тразибул да превземе милетското управление и той се установява като тиранин. Владетелят брани града добре, защитава го от засади и използвайки морските ресурси, градът се е развил през годините. Не знаем колко дълго е останал на власт, но когато тиранията приключва, Милет се връща към олигархията за около 50 години.
Милет издържа като независим град повече от четири века – от повторното му основаване от йонийците, около 1050 пр. Хр., поне до царуването на лидийския цар Крез в средата на VI век пр.н.е., който превзема цяла Йония. Има сведения, че Милет загубва своя привилегирован статус и дължи данък и войски на своя нов господар. Но царуването на Крез е кратко. Кир Велики от Персия завладява лидийците около 547 г. пр.н.е. и насочва вниманието си към Йония. Милет отново заема изключителна позиция: единственият йонийски град, който запазва договорните условия от времето на Крез. Но с господството на персите идва и ново управление в града, защото Персия позволява или налага тирания над милетците, която те не харесват. Тази тирания продължава повече от 40 години преди злоупотребата с властта да доведе милетците до крайната и вероятно фатална стъпка на бунт срещу Персия, за да се освободят от тиранията на своя владетел.
Тиранинът Аристагор е подбудителят на въстанието на йонийските градове против Персия, което става и повод за Гръко-персийските войни. След кървавото потушаване на Йонийското въстание (499 – 494 г. пр. Хр), персийците ограбили и опожарили и опустошили Милет. Според Херодот оцелелите са изпратени в Суза  Макар Херодот да твърди, че унищожението на Милет от персите е тотално, няколко десетилетия по-късно милетци се сражават при Микале (479 г. пр. Хр.). Едва след това градът е построен отново. Милет никога повече не съществува самостоятелно, а е или в състава на Делоския морски съюз, или на Персия. Когато е под персийска власт, градът е превзет със сила от Александър Македонски, след морската битка край Ладе през 334 г. пр. Хр. Текстове от папируси доказват, че Милет е изнасял зехтин за Египет. И в елинския период текстилното и бояджийското производство продължават да бъдат традиционни за Милет. Строят се нови градски стени, дебели два метра, които обхващат по-малка територия, но въпреки това населението на града нараства и съседните Пидаса и Миус се сливат с Милет.

## Колонии
В своята Естествена история Плиний Стари споменава, че Милет бил основал 90 колонии. Ето някои от известните:
- Аполония
- Одесос
- Томи
- Истрия
- Тир
- Олбия
- Пантикапей
- Феодосия
- Трапезунд
- Синопе

## Археологически разкопки
Първите разкопки в града започва френският археолог Оливие Райе през 1873 г. Той е последван през 1899 – 1911 г. от германския археолог Теодор Виганд, който преди това е разкопавал Приен. Проектите са прекъсвани многократно заради войни и други проблеми. Днес разкопките се извършват от Университета Рур (Бохум, Германия).
През XIX век е разкопана пазарна мраморна порта, датираща от II век. Днес тя може да се види в музей Пергамон в Берлин. Основната част от находките обаче са в милетския музей в Дидим, отворил врати през 1973 г., по случай 100 години от началото на разкопките.
Поради унищожителното плячкосване на Милет от персите през 494 г. из обекта трудно могат да се намерят руини, които да датират от преди това събитие. Красивите храмове, украсявали града, са били разрушени до степен, в която реконструкция на архитектурния план е невъзможна. Все пак са разкрити храм на Атина от V век пр.н.е. и театър от IV век пр.н.е. (неколкократно преустройван) за 15 000 зрители, който е един от най-добре запазените в Мала Азия.
Разкритите останки са най-вече от елинистичния и римския периоди на града: агора от елинистичния период и римски стадион от около 150 г. На изток от стадиона са т.нар. римски бани на Фаустина с палестра. В съседство са разкрити крепостни стени от времето на император Юстиниан.
През последните десет години са направени разкопки на още храмове – храмът на Артемида на Калабак Тепе, храмът на Атина Асесия на Менгерев Тепе и храмът на Афродита Ойкос на Зейтин Тепе.